# Religionen in Dresden

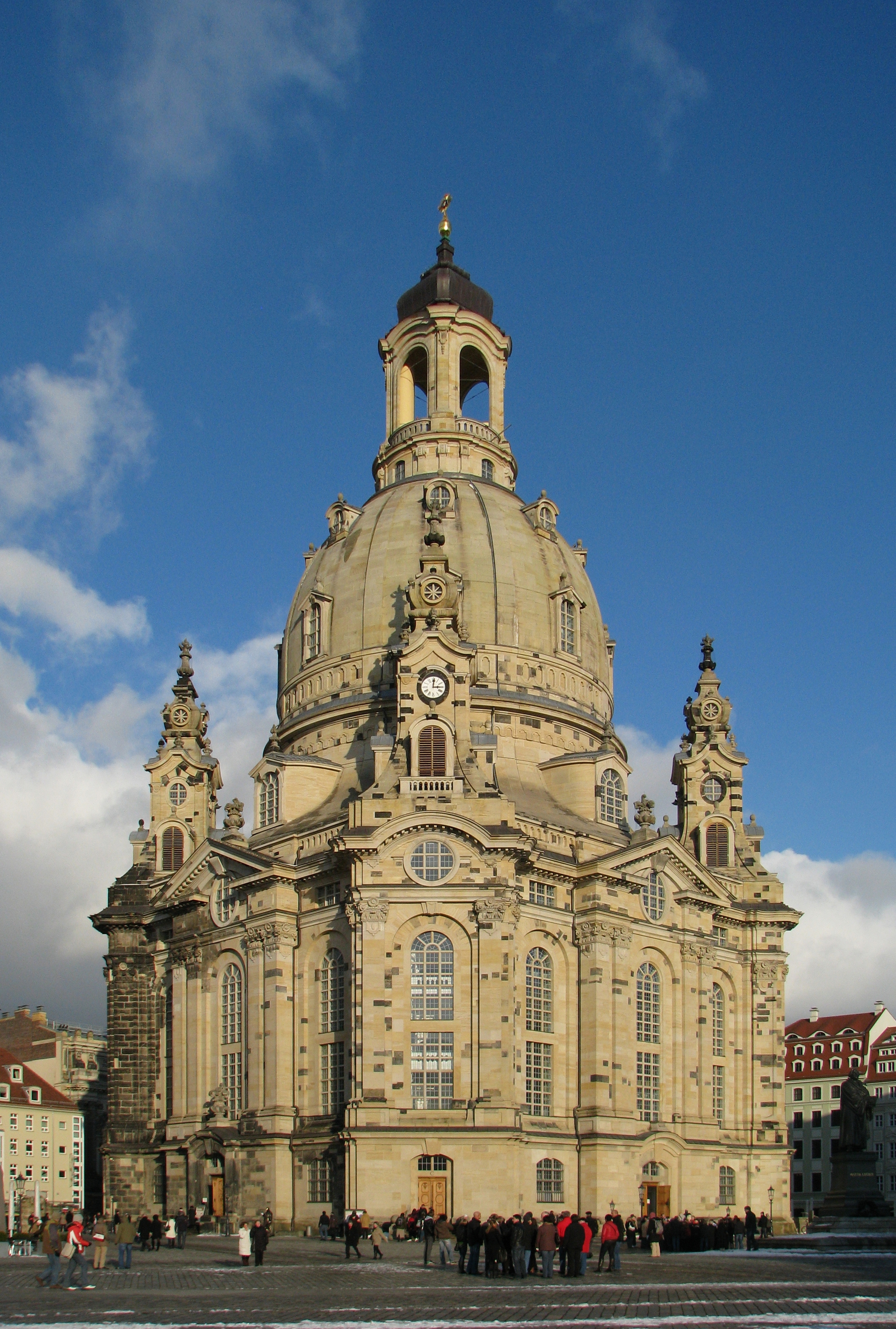
Die evangelische Frauenkirche Dresden

In Dresden gibt es verschiedene Religionsgemeinschaften. Am Stichtag 31. Dezember 2023 waren 12,0 % der Einwohner der Stadt evangelisch, 4,1 % römisch-katholisch und 83,9 % waren konfessionsfrei oder gehörten einer sonstigen Religionsgemeinschaft an.

## Evangelische Kirche

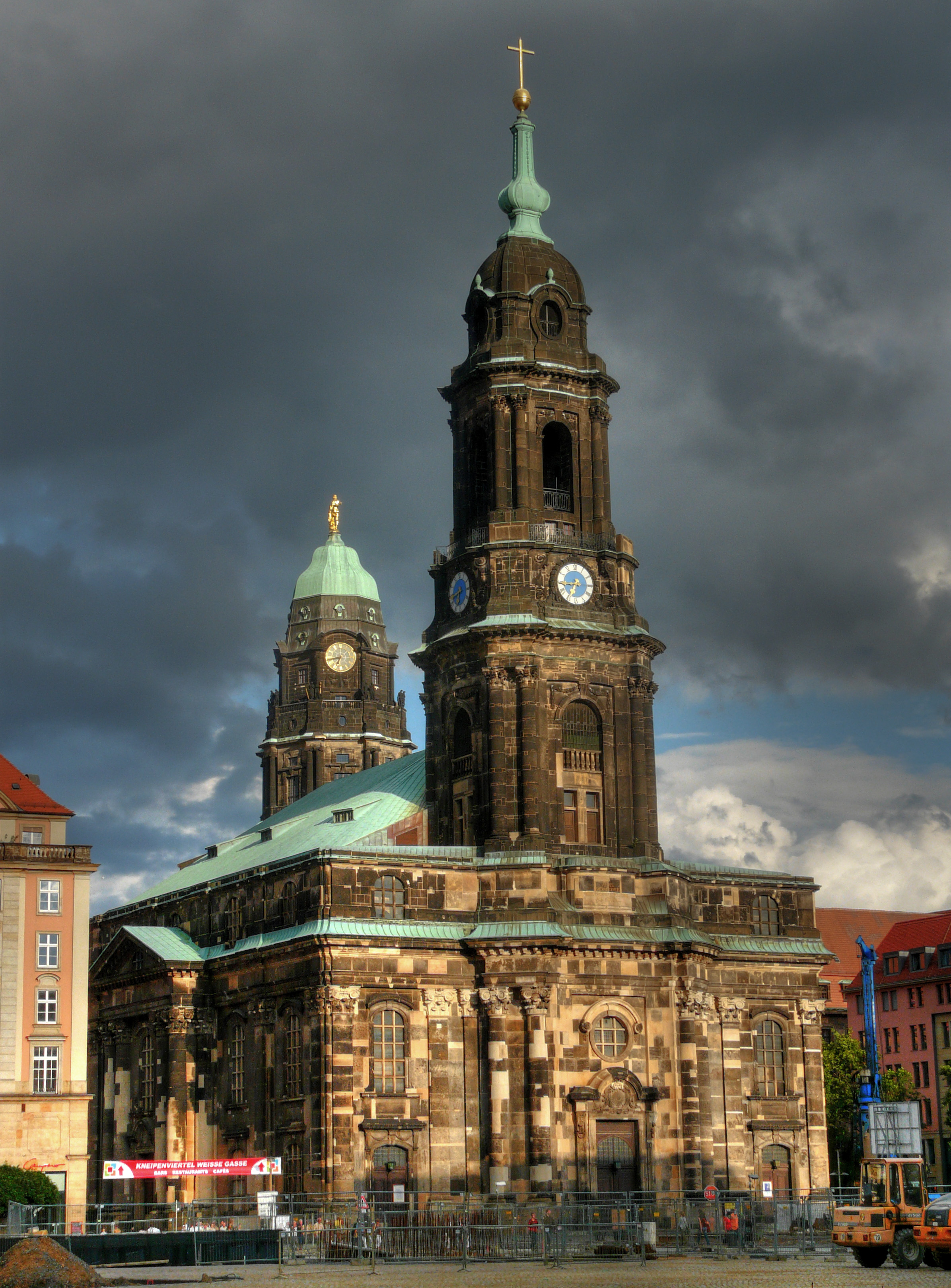
Kreuzkirche

Seit der Christianisierung hatte Dresden zunächst zum Bistum Meißen gehört. In der Stadt gab es zu Beginn des 16. Jahrhunderts mehrere Kirchen, Klöster und Bruderschaften. Seit 1516 besuchte Martin Luther mehrmals Dresden. Das Bistum Meißen wurde 1521 aufgehoben. Die Reformation wurde 1539 eingeführt. Im selben Jahr fand die erste Kirchenvisitation statt. Danach war Dresden über viele Jahrhunderte – bis in die 1960er Jahre – eine überwiegend protestantische Stadt. Spätestens ab 1574 vertrat die Stadt ein strenges Luthertum.
Als früherer Bischofssitz war Meißen nach Einführung der Reformation Sitz des Konsistoriums, doch wurde dieses 1580 nach Dresden verlegt und befindet sich bis heute in der Stadt, mit der Bezeichnung „Landeskirchenamt“. Die wenigen Versuche, auch das reformierte Bekenntnis Fuß fassen zu lassen, wurden mehrfach unterdrückt und einige Verfechter von Unionsbestrebungen beider Konfessionen wurden sogar hingerichtet.
Erst im 18. Jahrhundert konnte sich eine kleine reformierte Gemeinde bilden, die 1764 eine eigene Kirche erbaute. Vollständig gleichberechtigt mit den Lutheranern wurde diese jedoch erst 1811. Die reformierte Gemeinde gehört heute zum Bund Evangelisch-reformierter Kirchen Deutschlands mit Sitz in Braunschweig. Der Bund Evangelisch-reformierter Kirchen ist assoziiertes Mitglied der Evangelischen Kirche in Deutschland.
Der Anteil der evangelischen Kirchenmitglieder ging von etwa 85 % im Jahr 1949 auf rund 22 % im Jahr 1989 zurück und weiter auf 12 % im Jahr 2023.
Die lutherischen Gemeinden der Stadt gehörten zur Superintendentur Dresden, die wohl bald nach der Reformation errichtet worden war. Heute bezeichnet man diesen Verwaltungsbezirk als Kirchenbezirk, der später in zwei Kirchenbezirke Dresden Mitte und Dresden Nord geteilt wurde. Somit gehören heute alle Kirchengemeinden der Stadt zu diesen beiden Kirchenbezirken, die zur Region Dresden der Evangelisch-Lutherischen Landeskirche Sachsens gehören. Die Kirchenbezirke umfassen auch Gemeinden außerhalb der Stadt. Innerhalb der Landeskirche gibt es auch eine Landeskirchliche Gemeinschaft.

## Altkonfessionelle Kirchen
Bereits 1871 bildete sich in Dresden mit der Dreieinigkeitsgemeinde eine erste altlutherische Kirchengemeinde, die mit anderen altlutherischen Gemeinden 1876 die Evangelisch-Lutherische Freikirche (ELFK) bildete. Kurze Zeit später konnte bereits die Trinitatiskirche auf der Alaunstraße aufgebaut werden, die jedoch bei den Luftangriffen im Februar 1945 zerstört wurde. Ein Neubau wurde von Seiten der DDR-Führung abgelehnt, so dass Gottesdienste viele Jahre in privaten Räumen stattfinden mussten. Im Jahr 1988 schloss sich ein Teil der Gemeinde der Evangelisch-Lutherischen (altlutherischen) Kirche an, während der andere – weit kleinere Teil – bei der Evangelisch-Lutherischen Freikirche verblieb.

### Selbständige Evangelisch-Lutherische Kirche

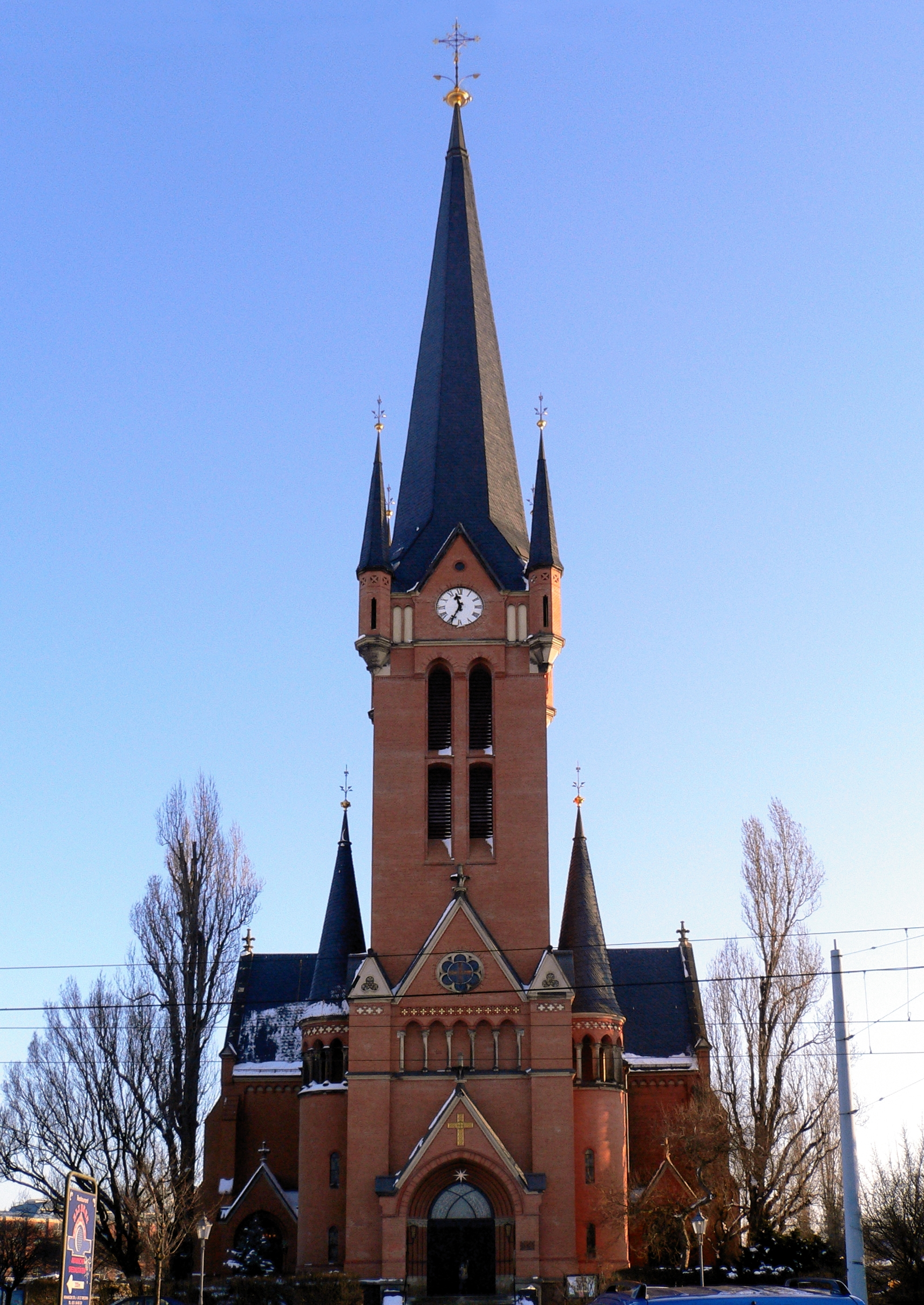
St.-Petri-Kirche (SELK), Dresden

Der Teil der Gemeinde, der zur Altlutherischen Kirche wechselte, bildet heute die Dreieinigkeitsgemeinde innerhalb des Kirchenbezirks Lausitz der Selbständigen Evangelisch-Lutherischen Kirche (SELK). Eine Besonderheit ist, dass diese altkonfessionelle lutherische Kirchengemeinde das Kirchengebäude und das Pfarrhaus der evangelischen St.-Petri-Kirche am Großenhainer Platz 4 in Dresden-Neustadt gepachtet hat. Die Evangelische St. Petrigemeinde hat weiterhin Gastrecht.

### Evangelisch-Lutherische Freikirche
Die in der Evangelisch-Lutherischen Freikirche (ELFK) verbliebene Dreieinigkeitsgemeinde konnte im Jahr 1996 ein neues Gemeindezentrum im Ortsteil Kaditz eröffnen. 2012 erfolgte der Umzug der Dreieinigkeitsgemeinde der ELFK in das Gemeindehaus Radeberger Straße, wo seither die sonntäglichen Gottesdienste und Wochenveranstaltungen stattfinden.

## Evangelische Freikirchen

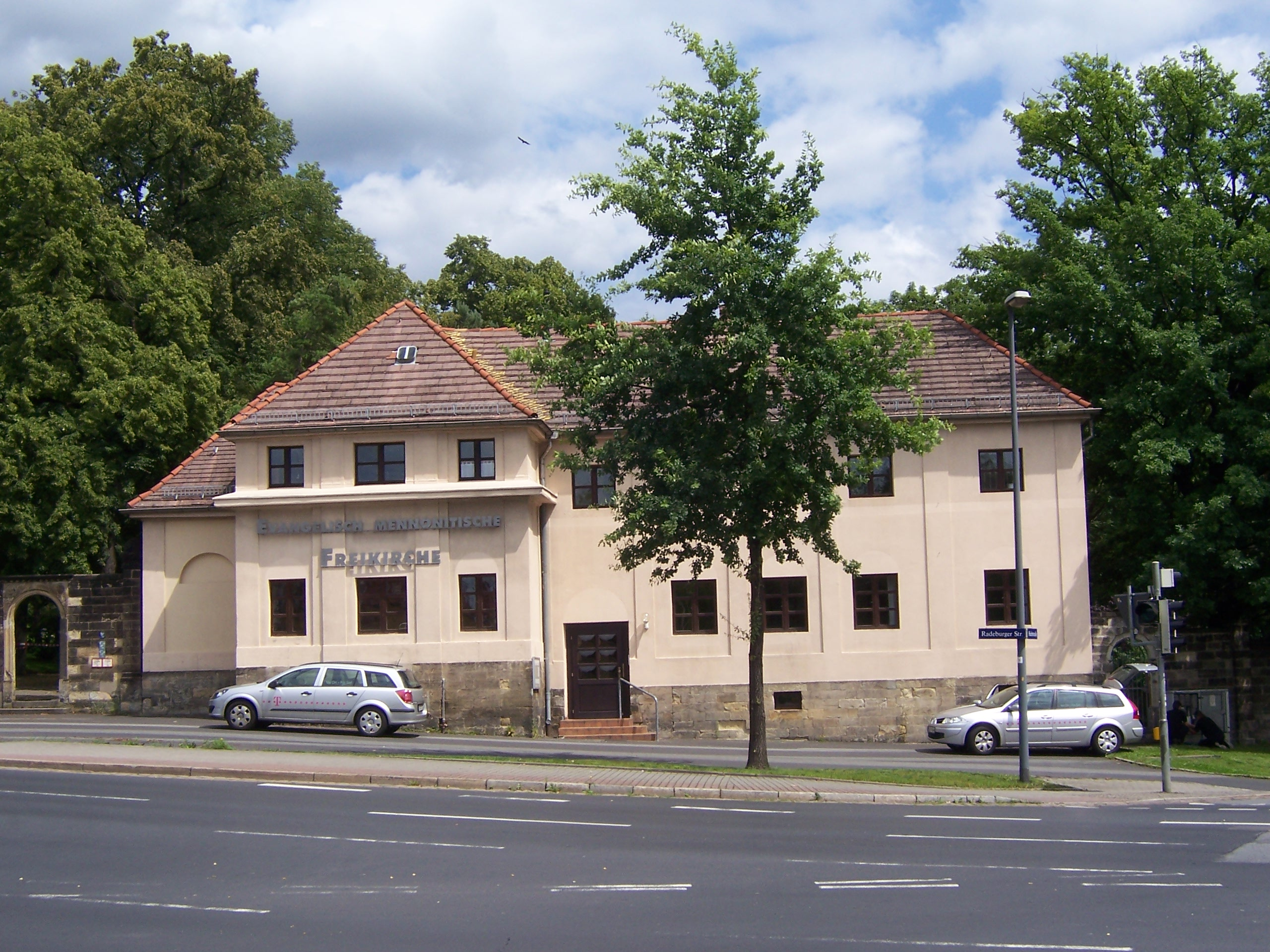
Gemeindehaus der Evangelisch-mennonitischen Freikirche (eine Mennonitenbrüdergemeinde) in Dresden, am St.-Pauli-Friedhof

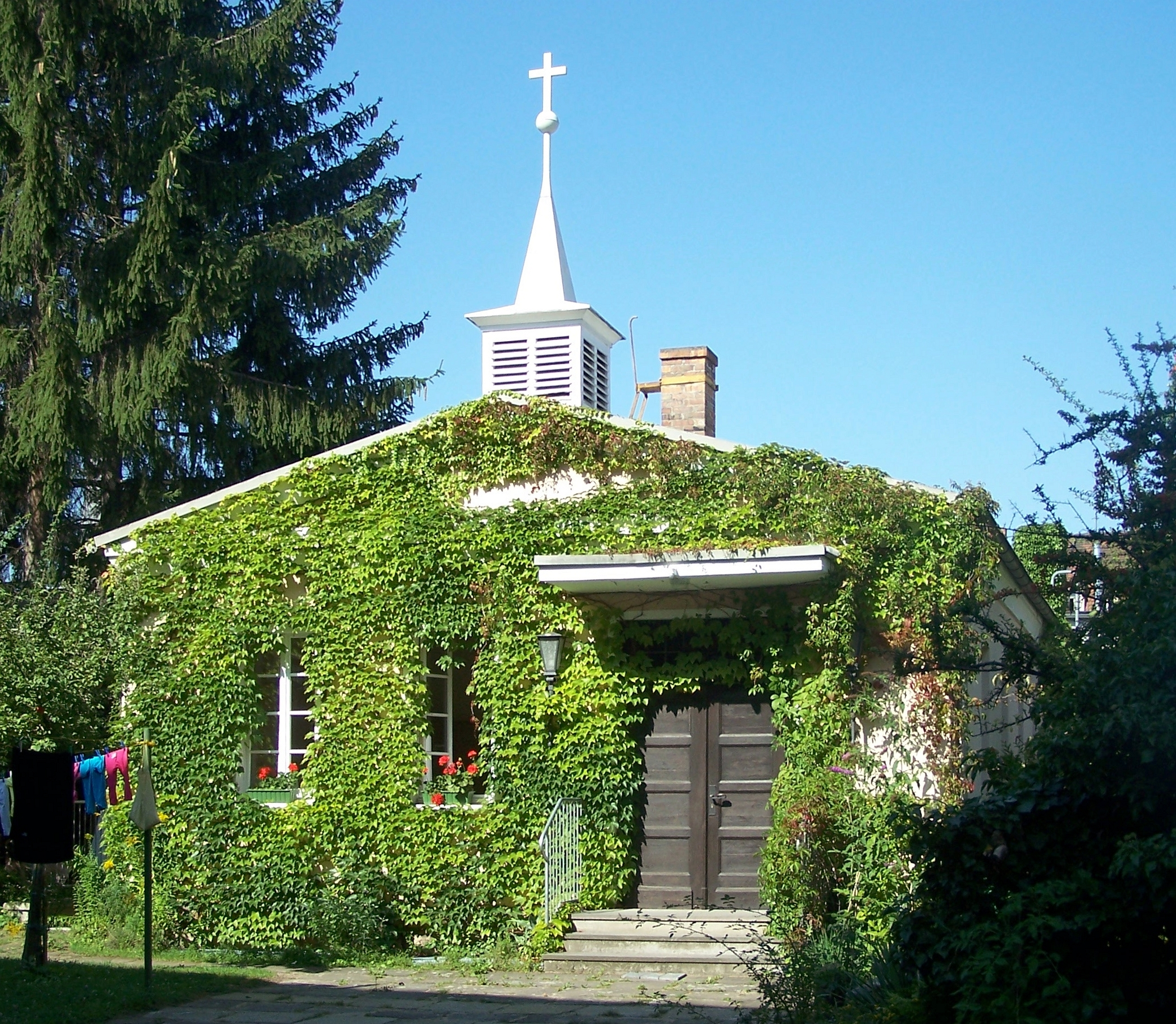
Kirche der Herrnhuter Brüdergemeine, die auf einem Hof in der Oschatzer Straße im Ortsteil Dresden-Pieschen steht.

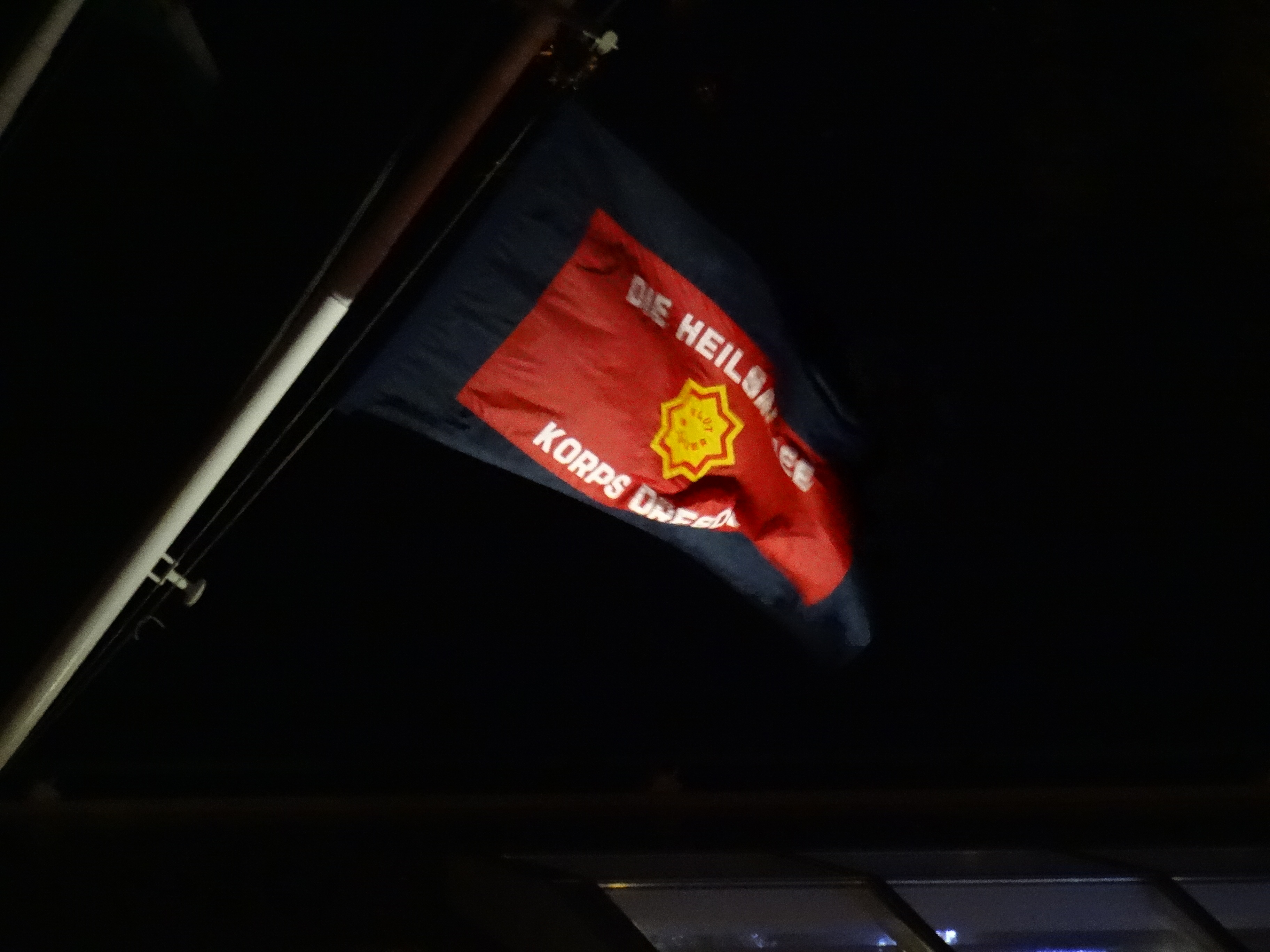
Flagge der Heilsarmee Dresden

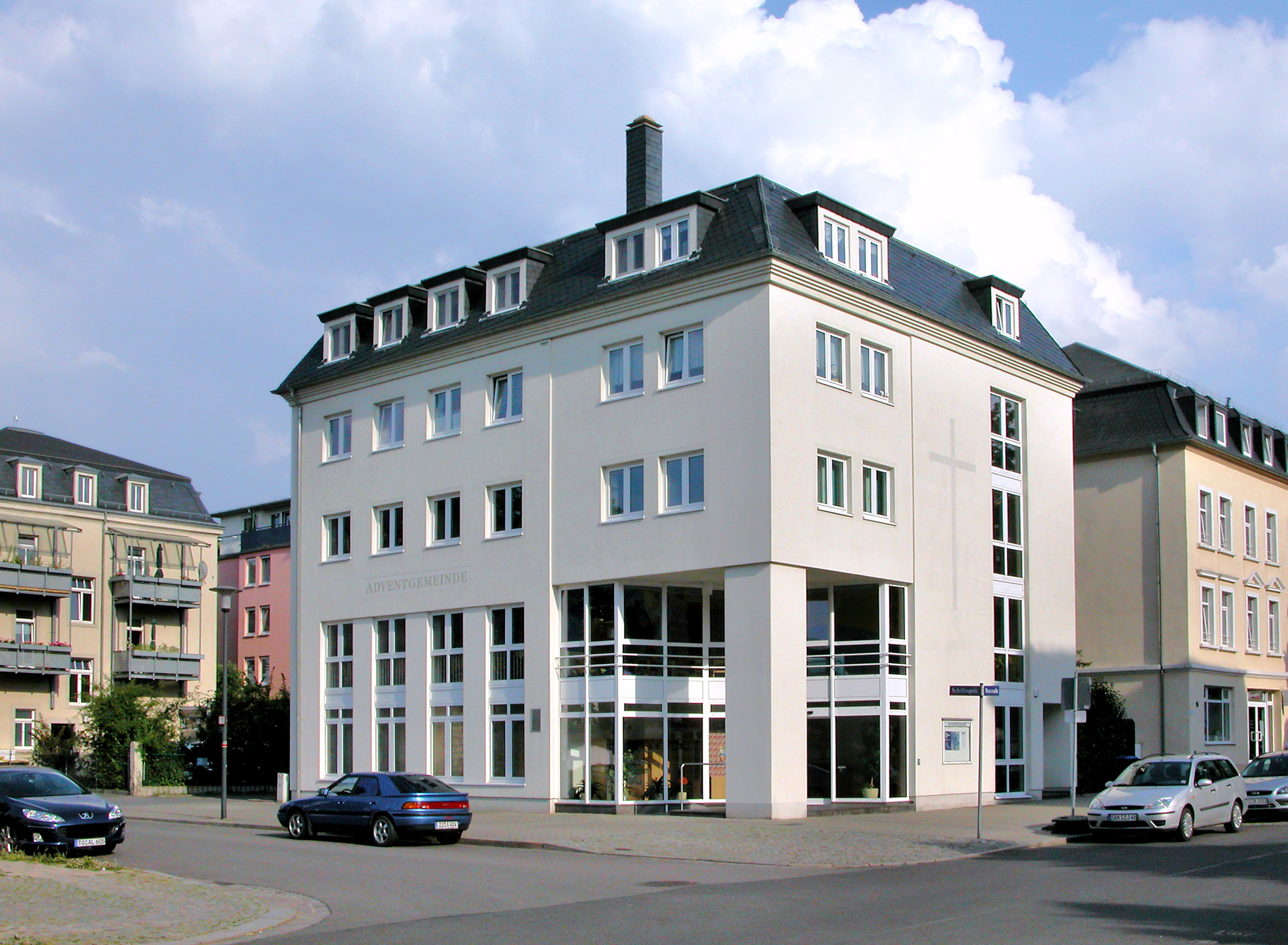
Gemeindehaus der Adventgemeinde in Löbtau

Im Bereich des Protestantismus bestehen neben den Gemeinden der Evangelisch-Lutherischen Landeskirche und den altkonfessionellen Kirchen in Dresden auch mehrere Gemeinden evangelischer Freikirchen.
- Evangelisch-Freikirchliche Gemeinde, kurz: BEFG (Baptisten- und Brüdergemeinden): Die erste Baptistengemeinde wurde 1892 in Dresden gegründet. Ihr gehörten zunächst 52 Mitglieder an, die zuvor im Register der Gemeinde in Halle geführt worden waren. Von 1891 bis 1909 erfolgten 372 Taufen; 1909 betrug die Mitgliederzahl 230.[6] Heute gibt es in Dresden vier Gemeinden, die dem BEFG angehören (davon eine Brüdergemeinde, siehe unten), mit insgesamt über 450 Mitgliedern.[7]
- Es gibt zwei sogenannte Brüdergemeinden in Dresden. Die eine im Stadtteil Niedersedlitz; sie ist dem Verband BEFG zugehörig und bezeichnet sich selbst als EFG Dresden Süd-Ost[8]. Sie wurde in den 90er Jahren durch einige Familien aus der damaligen Brüdergemeinde Bergmannstraße 19 (heute Forum Hoffnung[9]) gegründet und umfasst ca. 100 Mitglieder. Die andere ist eine freie Brüdergemeinde im Stadtteil Niederpoyritz, die sich selbst schlicht Christliche Gemeinde nennt und in dieser Form 2003 entstand.[10] Zu ihr gehören ca. 30–40 Erwachsene.
- Abgesehen von der dem BEFG zugehörigen Baptistengemeinde gibt es noch einige freie Baptistengemeinden, z. B. die Freie Baptistengemeinde Niedersedlitz[11] (ca. 40 Erwachsene), die russlanddeutsche Freie Evangeliums-Christengemeinde[12] (ca. 45 Erwachsene) sowie die internationale und multikulturelle International Grace Baptist Community Church[13], die erst 2020 gegründet wurde (anfangs bestehend aus ca. 10 Erwachsenen).
- Es gibt eine Elim-Gemeinde, die zum Bund Freikirchlicher Pfingstgemeinden (BFP) gehört. Sie befindet sich in der Neustadt. Etwa 250 Menschen kommen zu den Gottesdiensten, die Gemeinde hat 300 Mitglieder; ihr Einzugsbereich reicht bis Großröhrsdorf und Coswig. Die Gemeinde ist 1926 nach einer Zeltevangelisation gegründet worden. Mit anderen Elimgemeinden schloss sie sich 1938 dem damaligen Baptistenbund (später Bund Evangelisch-Freikirchlicher Gemeinden) an, aus dem die Dresdener Gemeinde 1991 zum BFP wechselte.

Der Gemeindesaal in der Katechetenstraße ist 1945 zerstört worden. 1952 konnte eine Gaststätte in der Bischofswerdaer Straße zum Gemeindehaus umgebaut werden.
Weitere Gemeindearbeiten gibt es mit der Oase in Gorbitz mit rund 70 Mitgliedern, in Prohlis mit rund 30 Gottesdienstbesuchern, sowie in Gönnsdorf.
- Die Evangelisch-methodistische Kirche (EmK) hat vier Kirchen in Dresden[15]: Die Emmauskirche, die Friedenskirche, die Immanuelkirche und die Zionskirche.

Die Emmauskirche bezeichnet sich selbst als Gemeinde- und Begegnungszentrum Emmaus. Ihr 1907 errichtetes Gebäude liegt in einem Hinterhof der Katharinenstraße, von der aus es nicht zu erkennen ist. Zur Emmausgemeinde gehören ca. 200 Mitglieder sowie ebenso viele Angehörige und Freunde. Deren Einzugsgebiet reicht von Dresden bis Stolpen.
Die Gemeinde der Immanuelkirche entstand in den letzten Jahren des 19. Jahrhunderts. Sie gehört in die Tradition der „Evang. Gemeinschaft“: Ab 1897 wurden in einer Drogerie regelmäßig Gottesdienste gehalten. Ende 1906 konnte der Gemeindesaal im Hinterhaus der Post, Cossebauder Str. 3, eingeweiht werden. Die Sonntagsschule hatte in den Jahren 1910–1930 eine besondere Blütezeit. Die fast 200 Kinder fanden kaum Platz in dem zur Verfügung stehenden Raum. Am 18. Dezember 1927 wurde die Immanuelkirche eingeweiht. Ab 1930 wurde Dresden III selbständiger vierter Bezirk mit den Filialgemeinden Meißen und Hirschfeld. 1947 erfolgten eine Innenrenovierung und die Einweihung der Orgel in der Immanuelkirche. Von 1968 bis 1976 erfolgte eine weitere Außen- und Innenrenovierung.
- Evangelisch-mennonitische Freikirche: Die Gemeinde wurde 1993 gegründet und hat 110 Gemeindemitglieder.[18] Sie gehört der Arbeitsgemeinschaft Mennonitischer Brüdergemeinden in Deutschland (AMBD) an.[19]
- Bis 1945 gab es eine Freie evangelische Gemeinde (FeG) in der Schäferstraße. Nach der Ausbombung 1945, bei der auch die FeG ihr Gebäude verlor, wurde die Gemeindearbeit in Radebeul fortgesetzt. Anschließend gab es durch die DDR-Behörden keine Genehmigung für eine Gemeindearbeit in Dresden. Erst 1991 begannen der Pastor aus Radebeul und einige wenige Mitglieder aus Dresden, dort wieder Gottesdienste zu feiern, zunächst in einem Schulspeisungsraum, dann auf ein Firmengelände in der Großenhainer Straße. Heute befindet sich das Gemeindezentrum im Goldenen Lamm in der Leipziger Straße. Zu den Gottesdiensten versammeln sich über 400 Menschen.

Als Tochtergemeinden entstanden bzw. entstehen FeGs in Radeberg, Pirna und seit 2016 die Gemeinde Dresden-Süd.
- Die Heilsarmee ist mit einer Gemeinde (Korps) vertreten; sie betreibt einen Tagestreff seit Wiederbeginn der Arbeit in Dresden, außerdem den Second-Hand-Laden „Zweite Chance“ in Verbindung mit einer Kleiderkammer, eine mobile Kantine als Einsatzwagen sowie seit 2015 im Auftrag der Stadt Dresden das Übergangswohnheim Lindenhaus in der Pirnaischen Vorstadt.[21]
- Die Herrnhuter Brüdergemeine hat ungefähr 300 Mitglieder, die in Dresden und der weiteren Umgebung leben.[22] Unter anderem, weil viele Mitglieder auch in anderen Gemeinden engagiert sind, finden die Predigtversammlungen genannten Gottesdienste nur alle zwei Wochen statt.[23]
- Die erste Adventgemeinde in Dresden wurde 1901 gegründet. Heute gibt es zwei Adventgemeinden mit insgesamt 300 Gemeindemitgliedern und mehr als 100 Kindern und Jugendlichen.[24] Darüber hinaus bestreiten die Adventisten seit 1927 das heutige Begegnungszentrum Sonnenhof für Erholungs- und Begegnungszwecke als Selbstversorgerhaus.[25]

Die hier genannten Mitgliederzahlen ergeben die Summe von 1.860 Menschen; hierbei ist zu berücksichtigen, dass einerseits nicht für alle Kirchen Mitgliederzahlen genannt werden (z. B. Heilsarmee), einige der Kirchen ausdrücklich (ungetaufte) Kinder nicht mitzählen (z. B. Baptisten), und dass andererseits nicht alle Mitglieder im Stadtgebiet leben (z. B. Herrnhuter Brüdergemeine). Die ungefähre Größenordnung der Mitgliederzahl des freikirchlichen Spektrums mit seinen 19 Gemeinden ist damit aber nachvollziehbar.

## Römisch-Katholische Kirche

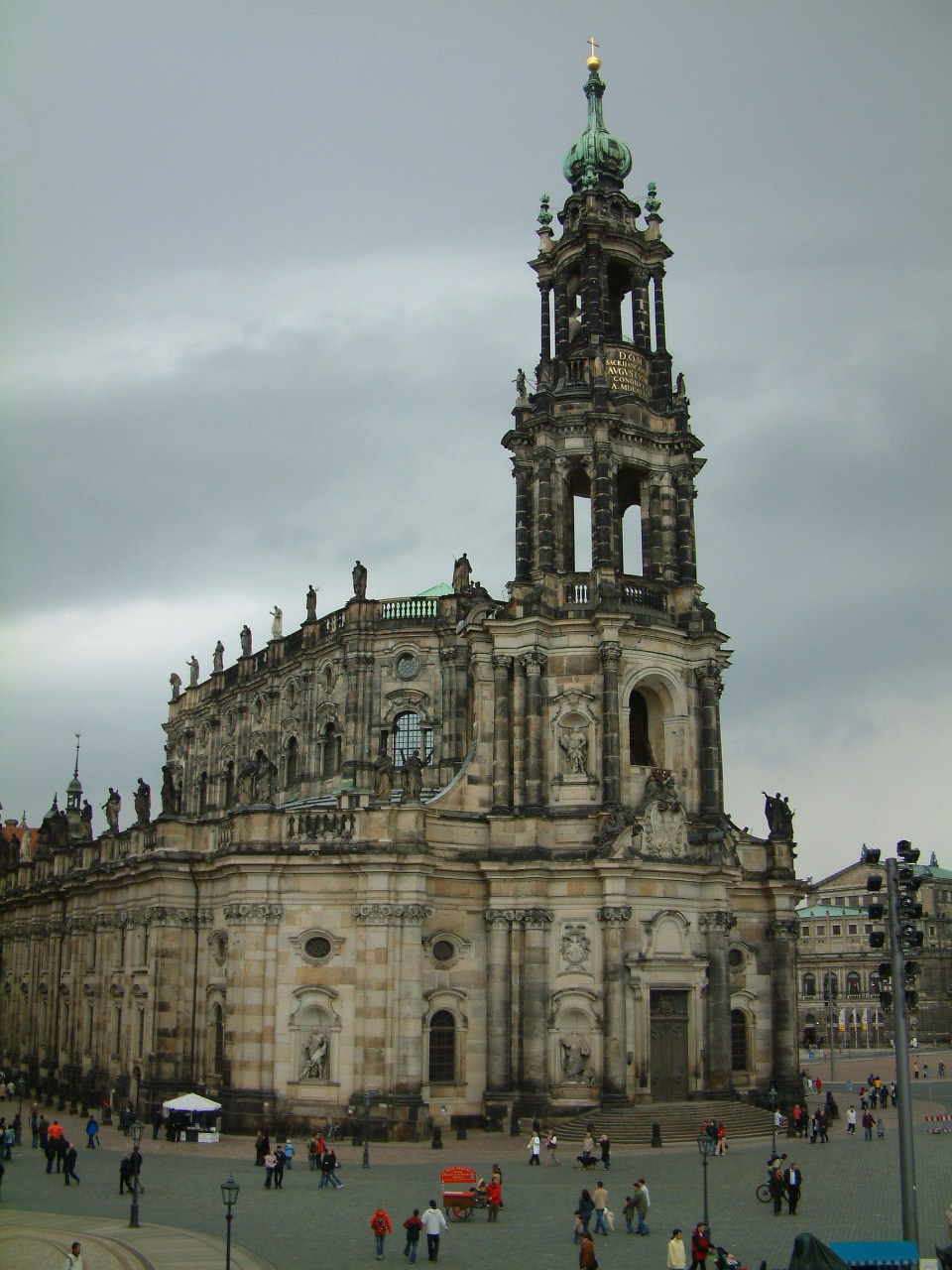
Katholische Hofkirche

Seit 1661 gibt es in Dresden wieder katholische Gottesdienste, die jedoch anfangs nur in den Botschaftskapellen der französischen und kaiserlichen Gesandten abgehalten werden konnten und daher nicht-öffentlich waren. Nach der Konversion  des sächsischen Kurfürsten Friedrich August I. (August der Starke) zum Katholizismus 1697 entstand in der Folgezeit eine kleine katholische Gemeinde in Dresden, die ab 1709 auch über eine eigene Kirche verfügte. Zwischen 1739 und 1751 wurde die Katholische Hofkirche erbaut, die dann zur Heimstatt der Dresdner Katholiken wurde. Erst 1807 wurde die katholische Gemeinde durch die Regelungen des von Napoleon diktierten Friedens von Posen zwischen Frankreich und Sachsen mit den lutherischen Gemeinden gleichgestellt. Sie gehörte wie alle Katholiken im damaligen Königreich Sachsen zum Apostolischen Vikariat mit Sitz in Dresden, das ab 1743 zuständiger Verwaltungsbezirk in der Nachfolge der in der Reformationszeit aufgelösten Bistümer war und 1921 aufgehoben wurde. Dresden wurde innerhalb des Bistums Meißen Sitz eines Dekanats, zu dem heute auch Pfarrgemeinden außerhalb von Dresden gehören. 1980 wurde Dresden Sitz des Bistums Dresden-Meißen, das zur Kirchenprovinz Berlin (Erzbistum Berlin) gehört. Katholische Hauptkirche der Stadt und mittlerweile Kathedrale der Diözese Dresden-Meißen ist die Hofkirche zur Heiligsten Dreifaltigkeit; dort ist auch eine Tafel über die katholische Kirchengeschichte in Dresden aufgestellt. Am Katholikentreffen Dresden 1987 nahmen mehr als 100.000 Gläubige teil; es war das einzige Katholikentreffen in der DDR. Der Anteil der Katholiken an der Stadtbevölkerung ist aktuell (2019) leicht auf 5 % gestiegen.

## Orthodoxe Kirche

### Russisch-orthodoxe Kirche

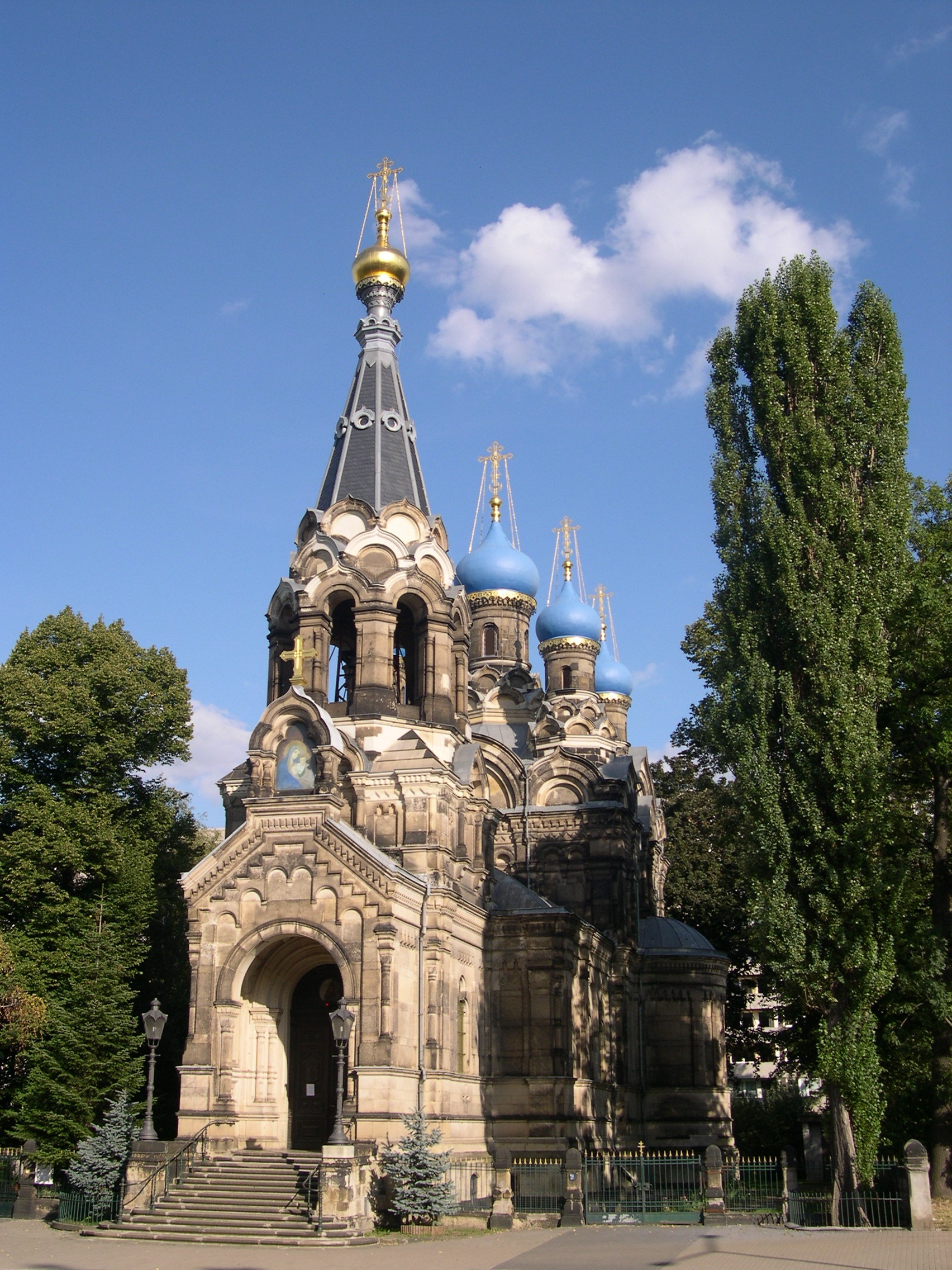
Russisch-Orthodoxe Kirche

Die Russisch-Orthodoxe Kirche wurde bereits im 19. Jahrhundert errichtet. Bei den Luftangriffen auf Dresden im Februar 1945 blieb die Kirche als einziges Gebäude in weitem Umkreis relativ unversehrt. Die Gemeinde hat heute über 1000 Mitglieder.

### Rumänisch-orthodoxe Kirche

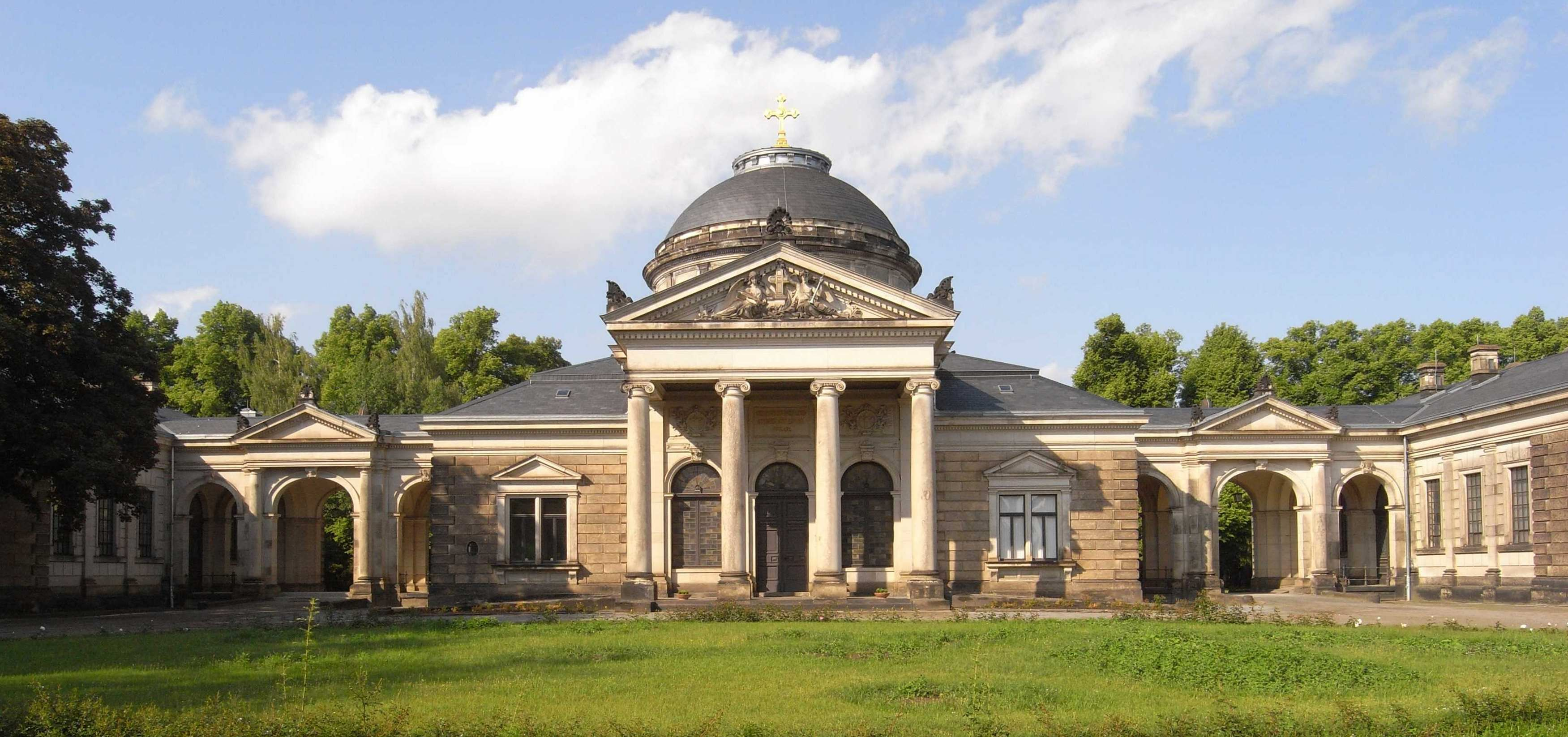
Kapelle des Johannisfriedhofs von Paul Wallot, dem Architekten des Reichstagsgebäudes.

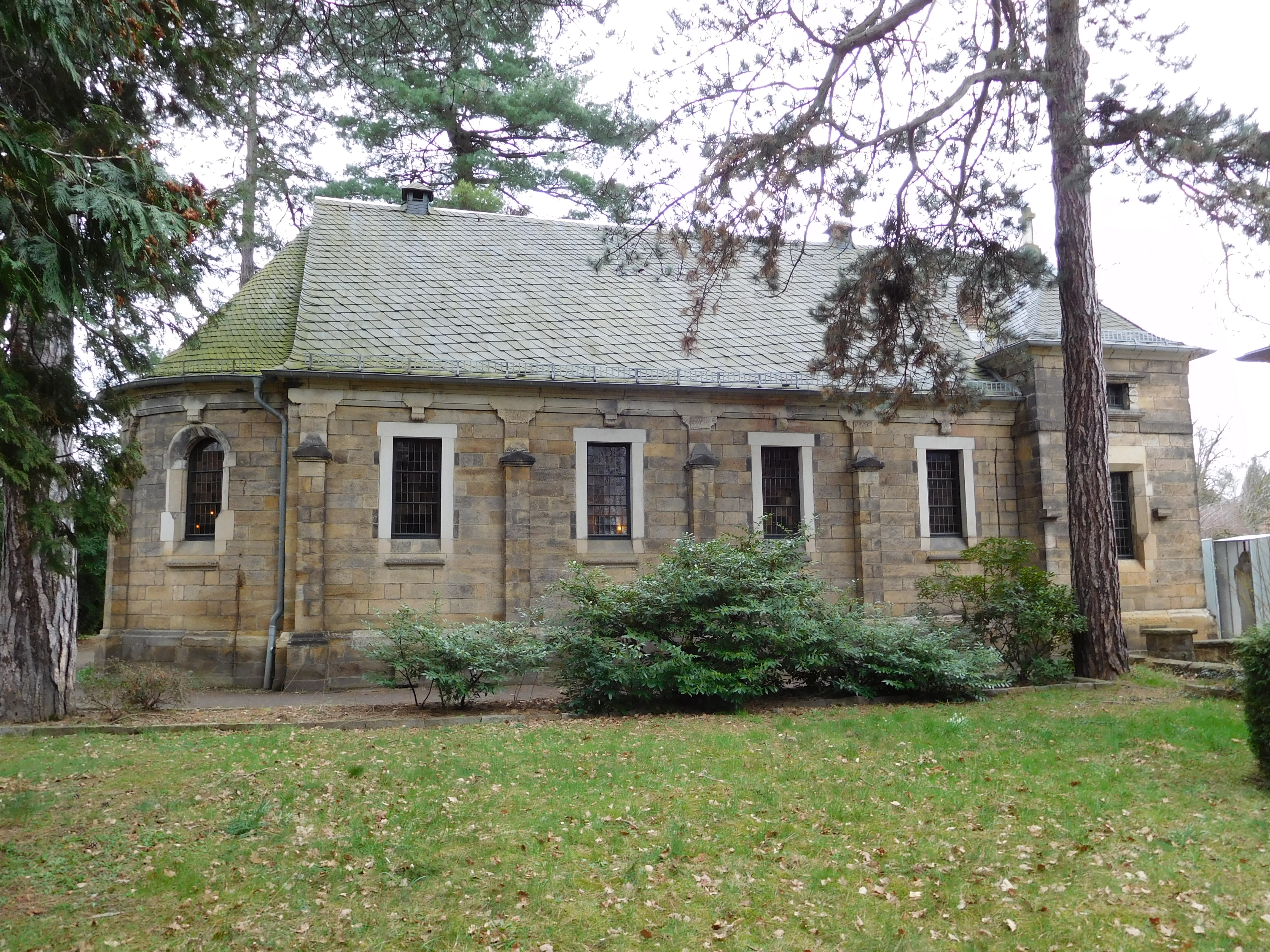
Kapelle des Striesener Friedhofes.

Die rumänisch-orthodoxe Gemeinde Mariä Verkündigung der Rumänischen Orthodoxen Metropolie für Deutschland, Zentral- und Nordeuropa ist eine Ausgründung der rumänisch-orthodoxen Gemeinde Leipzig. Erste rumänisch-orthodoxe Gottesdienste mit auswärtigen Priestern fanden seit 1990 in verschiedenen römisch-katholischen Kirchen statt, zuletzt in der Kirche Heilige Familie in der Meußlitzer Straße in Kleinzschachwitz. Seit Januar 2015 gibt es eine regelmäßige Göttliche Liturgie in rumänischer und deutscher Sprache, zunächst in der Kapelle des Johannisfriedhofes, ab März 2016 in der Kapelle des Striesener Friedhofes der evangelisch-lutherischen Kirchgemeinde Johannes-Kreuz-Lukas Dresden. Die Gemeinde hat über 1000 Mitglieder, welche sich vor allem auf das Gebiet des ehemaligen Bezirkes Dresden und auf Südbrandenburg verteilen.

## Neuapostolische Kirche

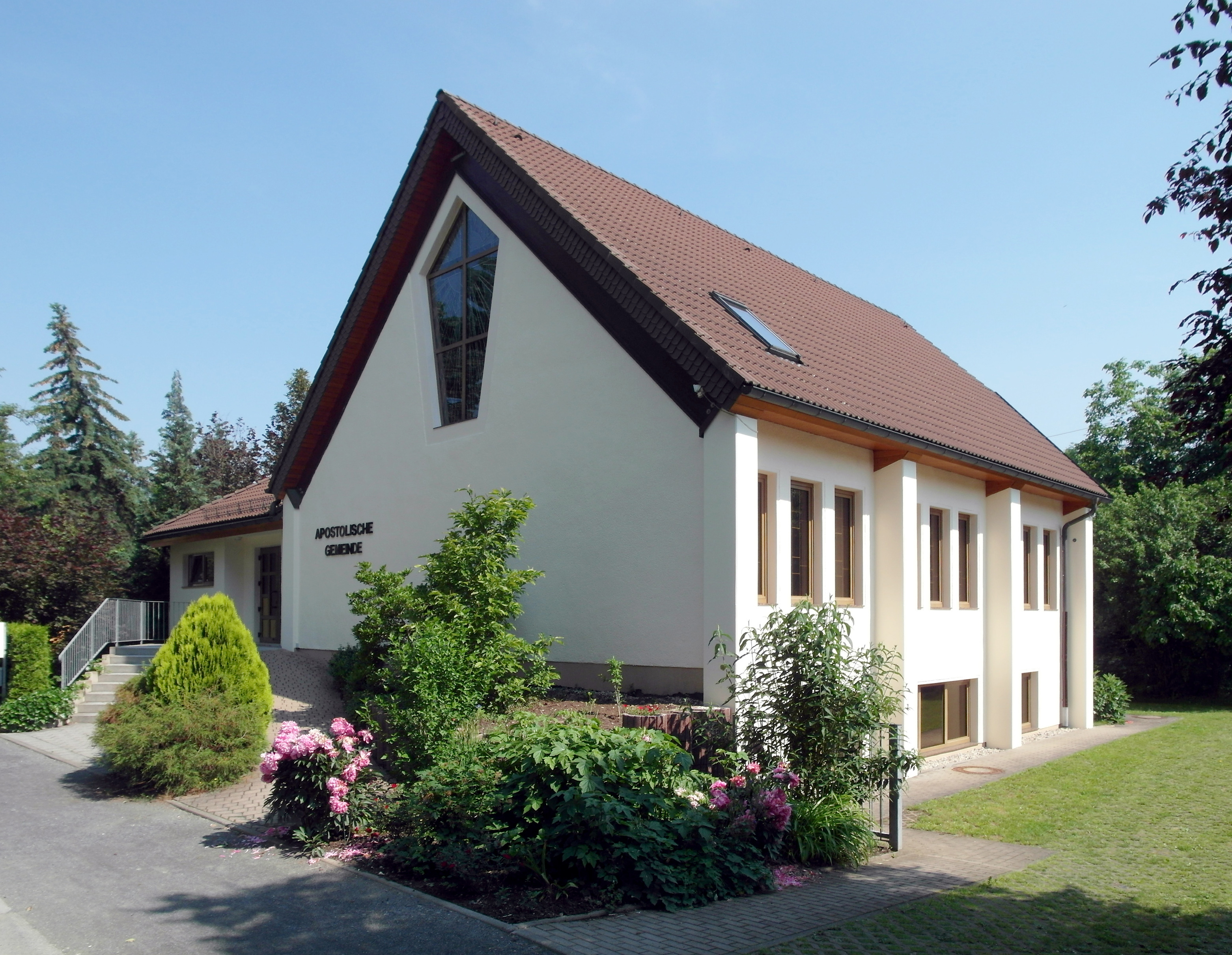
Kirche der Apostolischen Gemeinschaft in Dresden-Niedersedlitz

Im Jahr 1895 wurde in Dresden die erste „Apostolische Gemeinde neuerer Richtung“ gegründet. Sieben Jahre später wurde diese in „Neuapostolische Gemeinde zu Dresden“ umbenannt, seit 1930 gilt der weltweit einheitliche Name Neuapostolische Kirche. 1921 wandte sich aufgrund von Unterschieden in der Glaubensauffassung ein Großteil der Mitglieder von der Neuapostolischen Gemeinde ab – von den etwa 600 Gläubigen verblieben nur 25 in der Gemeinde. Die ehemaligen Gemeindemitglieder gründeten später die Reformiert-Apostolische Gemeinde Dresden (heute: Apostolische Gemeinschaft), die ihre Kirche auf der Bismarckstraße hat.
Aus der ehemaligen Gemeinde Dresden entstand die heutige Gemeinde Dresden-Neustadt mit etwa 700 Mitgliedern. Ihr Kirchengebäude befindet sich seit 1903 auf der Böhmischen Straße 37 und fasst 850 Sitzplätze. In dieses wurde 1965 eine Orgel der Firma Jehmlich Orgelbau Dresden eingebaut. Daneben existieren in Dresden noch die Gemeinde Cossebaude und die 2022 neu aus den vorigen Gemeinden Pirna und Lockwitz zusammengefasste Gemeinde Dresden-Süd im Stadtteil Leuben.

## Jüdische Gemeinden

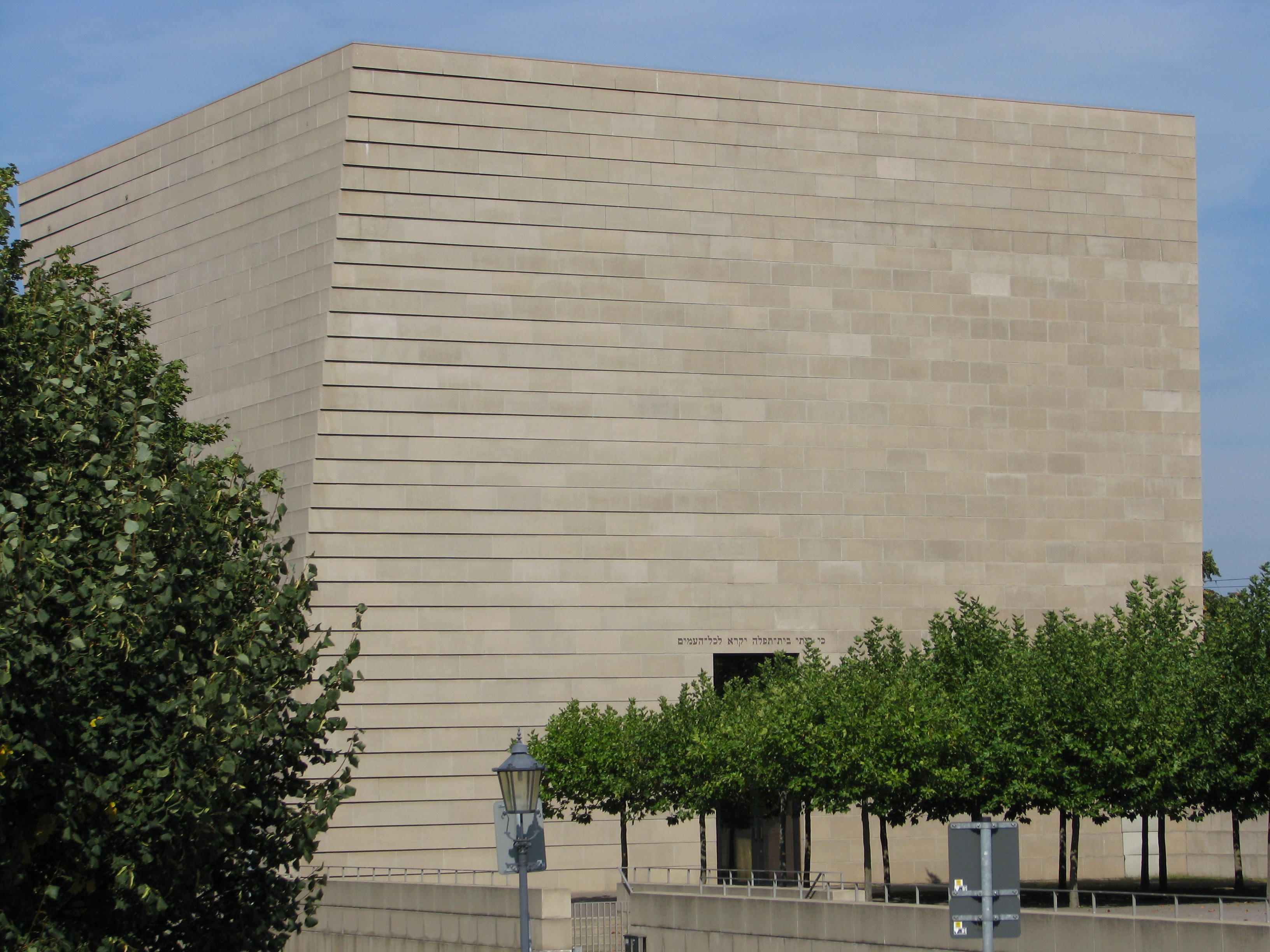
Neue Synagoge am Rathenauplatz

Die erste urkundliche Erwähnung einer jüdischen Gemeinde enthält die Judenverordnung des Meißner Markgrafen Heinrich des Erlauchten von 1265. 1430 fand die Ausweisung der Juden aus dem gesamten sächsischen Staatsgebiet statt. Erst Ende des 17. Jahrhunderts gestattete August der Starke aufgrund erhoffter finanzieller Vorteile wieder die Zuwanderung von Juden. Ein wichtiger Schritt war das Judenmandat von 1746. 1942 war die jüdische Bevölkerung Dresdens von 5000 wieder auf 985 Personen geschrumpft. Die Deportationen in Konzentrations- und Vernichtungslager kosteten vielen Dresdnern das Leben. Bei Kriegsende lebten in Dresden nur noch 41 Juden.
Die erhaltenen Friedhöfe sind Zeugnisse aus der Vorkriegszeit. Der Alte jüdische Friedhof ist der älteste erhaltene jüdische Friedhof in Sachsen. Er entstand auf Grund einer Genehmigung des Kurfürsten Friedrich August II. 1751. 1869 war er mit 1.250 Gräbern auf eine Fläche von 31,60 ar voll belegt und wurde geschlossen. In der NS-Zeit wurde der Friedhof nicht zerstört. 1867 wurde in der Johannstadt ein neuer Friedhof im Anschluss an den evangelischen Trinitatisfriedhof angelegt. Die erste Beisetzung war 1868. 1920 wurde dieser Friedhof erweitert.
Die Jüdische Gemeinde hat in Dresden eine lange Tradition, die allerdings durch die Verfolgung durch den Nationalsozialismus und der Zerstörung der Semper-Synagoge infolge der Novemberpogrome 1938 unterbrochen war. Nach dem Zweiten Weltkrieg fanden ab 1950 in einem als Synagoge geweihten Gebäude auf dem Gelände des Neuen Jüdischen Friedhof in der Johannstadt wieder Gottesdienste statt. 2001 konnte die Jüdische Gemeinde in Dresden ihre neue Synagoge einweihen, welche im gleichen Jahr einen Architekturpreis als bestes neues europäisches Bauwerk erhielt. Die Jüdische Gemeinde zu Dresden hat heute (Dezember 2021) ca. 570 Mitglieder.
Es gibt auch eine orthodoxe Jüdische Religionsgemeinde in Dresden von Chabad (Lubawitsch), deren Mitgliederzahl nach eigenen Angaben von 80 (2019) auf aktuell (Oktober 2021) ca. 350 Mitglieder angestiegen ist. Diese unterstützt die Dresdner Einheitsgemeinde, begrüßt aber auch die Gründung der Jüdischen Kultusgemeinde Dresden.
Im April 2020 wurde die Jeschiwa (Thora-Schule) Besht Yeshiva Dresden vom ehemaligen Rabbiner der Dresdner Synagoge, Akiva Weingarten, ausgegründet, die erste Neugründung in Ostdeutschland nach der Shoa sowie die erste liberal-chassidische  auf der Welt. Um diese sammelte sich die Jüdische Kultusgemeinde Dresden (JKD), welche aktuell (Oktober 2021) 112 Mitglieder hat.

## Islam
Eine islamische Gemeinde gibt es in Dresden bereits seit den 1980er Jahren. 1998 wurde der Verein Islamisches Zentrum Dresden e. V. gegründet. Sitz dieses Vereins ist die Alfaruq-Moschee. 2021 standen für die ca. 2000 praktizierenden Muslime drei Moscheen zur Verfügung.

## Weitere Religionsgemeinschaften
Seit den 1920er Jahren gibt es in Dresden auch eine Bahai-Gemeinde.
Die hinduistische Glaubensgemeinschaft ist mit dem Sri Chinmoy Center seit Anfang der 1990er Jahre vertreten.
In Dresden gibt es buddhistische Gemeinschaften des Diamantweg-Buddhismus, des Dzogchen-Buddhismus, der Neuen Kadampa Tradition und der Kwan Um Zen Schule. Die erste buddhistische Grabstätte der Stadt wurde Ende September 2015 auf dem Heidefriedhof geweiht.
Ferner sind die Kirche Jesu Christi der Heiligen der Letzten Tage (Mormonen), die Christengemeinschaft und die Zeugen Jehovas vertreten.